# Kruska
Kruska  (av italienska crusca, kli) är en gröt, bestående av russin eller fikon, vetekli, havregryn och vatten som kokats. Mjölk och äpplemos serveras till gröten som är ett utmärkt medel mot trög mage. Kruska användes särskilt av vegetarianer och hälsokostivrare och introducerades i Sverige i samband med frisksportrörelsen på 1930-talet. En legendarisk förespråkare för kruskans nyttighet var Are Waerland.
Are Waerland har gett olika recept på kruska: 
1. två matskedar av vardera korn, havre, råg och vete grovmalas, 2 matskedar vetekli tillsättas, samt en till två matskedar russin och katrinplommon. Hälles i en halv liter kokande vatten. Får koka 5-6 minuter.
2. 1 dl krossade havregryn, 2 dl kruskakli, 1 dl russin. Rörs ned i en halv liter kokande vatten. Får koka under omrörning 5-10 minuter.